# Daniel Durant
Daniel Durant (Detroit, Míchigan, Estados Unidos; 24 de diciembre de 1989) es un actor sordo estadounidense.
Estudió en Universidad Gallaudet. Es conocido por su papel de Moritz Stiefel en la versión 2015 del musical de Broadway Despertar de primavera, y por su papel recurrente como Matthew en la serie televisiva Cambiadas al nacer. También participó en la segunda temporada de la serie de Netflix You.
En 2021 participa en la película CODA, desempeñando el papel de Leo, el hermano sordo de una cantante adolescente.